# 暮蟬悲鳴時 (單曲)
《暮蟬悲鳴時》（日語：ひぐらしのなく頃に）是日本歌手島宮榮子的一首單曲，于2006年5月24日由Frontier Works發售，商品番號為FCCM-0135。在Oricon公信榜最高排行第18位。總銷售量32,453張。這首單曲是同名電視動畫《暮蟬悲鳴時》的片頭曲。
如果倒放單曲《暮蟬悲鳴時》之前奏，則會聽到（羅馬字：Nigerarenai，無法逃離）。此外，動畫《暮蟬悲鳴時解》的片頭曲《奈落之花》中使用了這段前奏的倒放。

## 收錄曲
1. （暮蟬悲鳴時） [4:23]
  - 作詞：島宮榮子；作曲：中澤伴行；編曲：中澤伴行、高瀨一矢
2. all alone [6:02]
  - 作詞：島宮榮子；作曲、編曲：高瀨一矢
3. （暮蟬悲鳴時 -Instrumental-）
4. all alone -Instrumental-

## 外部連結
- 單曲資料 （页面存档备份，存于）